# Nekrasovka (Nekrasovka), Sovietskîi
Nekrasovka (în ucraineană Некрасовка) este localitatea de reședință a comunei Nekrasovka din raionul Sovietskîi, Republica Autonomă Crimeea, Ucraina.

## Demografie
Componența lingvistică a localității Nekrasovka
     Rusă (68,76%)
     Ucraineană (16,36%)
     Tătară crimeeană (13,99%)
     Alte limbi (0,37%)
Conform recensământului din 2001, majoritatea populației localității Nekrasovka era vorbitoare de rusă (68,76%), existând în minoritate și vorbitori de ucraineană (16,36%) și tătară crimeeană (13,99%).

## Personalități născute aici
- Zore Vinogradova (1916 - 1989), biolog.